# Freestyle musical canino
Freestyle musical canino, también conocido como Freestyle musical, Danza freestyle, y  freestyle canino, es un deporte canino moderno que es una mezcla de entrenamiento de obediencia, trucos y danza que permite la interacción creativa entre los perros y sus dueños. El deporte se  ha desarrollado en  competiciones de distintos países a lo largo del mundo.

## Historia
El freestyle musical empezó  al mismo tiempo en muchos lugares alrededor del año 1989, con demostraciones del  talento  acompañado de  la musica siendo expuestas en  Canadá, Inglaterra, y los Estados Unidos, con tres años de diferencia. El principal elemento unificador entre estos grupos fue el interés en demostraciones más creativas de obediencia y entrenamiento canino, un amor por la música,y, en muchos casos, la inspiración proveniente de un deporte equino llamado  kur musical, que es una forma más creativa y dinámica de la Doma clásica.
El primer grupo oficial de freestyle musical, Musical Canine Sports International, fue fundado en la Columbia Británica, Canadá, en 1991. Pronto, otros grupos aparecieron en los estados unidos y Inglaterra. Cada región empezó a desarrollar su propio estilo, con muchos grupos americanos promoviendo más rutina y disfraces basadas en trucos. Los grupos ingleses se enfocaron más en el trabajo de tacón y en el perro, y menos en los disfraces y el diseño. El freestyle musical se ha vuelto más común en Concursos de talento para animales y actos especiales.

## Técnicas

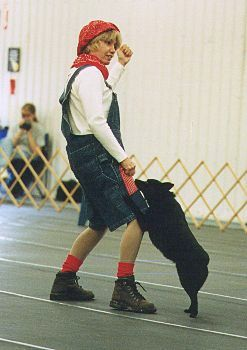
Los eventos de la organización mundial canina de Freestyle ofrecen divisiones de 'Heelwork to music' y 'Freestyle musical '

Enseñarle a un perro a ser capaz de trabajar con  ambos lados del cuerpo del guía no solo el lado izquierdo como en el escora de la obediencia estándar, es el primer paso para hacer  freestyle. El entrenador primero rompe  la rutina en partes con solo dos o tres movimientos juntos, y a medida que avanzan estas piezas son unidas.
Hay dos tipos de freestyle musical canino freestyle de escora (también conocido como Heelwork to music) y  Freestyle musical.

### Heelwork to music
Heelwork to music se enfoca en la habilidad del perro para permanecer en variaciones de la posición de escora mientras que el  guía se mueve al ritmo de la música. En heelwork to music, el perro y el entrenador se mantienen cerca el uno del otro todo el tiempo. Mandar al perro a irse o mantenerse a distancia no es parte de la rutina, con el perro manteniéndose casi invisiblemente atado al entrenador. Los pivotes, y el movimiento en diagonal, hacia atrás, y hacia adelante para hacer un adecuado tema musical  son importantes para la rutina. No se permite saltar, tejer, rodar,  pasar alrededor de las piernas del entrenador  y cualquier cosa considerada "no escora".

### Freestyle musical
El freestyle musical demanda de la actuación de los perros una variedad de trucos y otros talentos que involucran la obediencia. En el freestyle musical, el trabajo de escora puede ser combinado con otros movimientos tales como desplazamiento de piernas, alejar al perro,moverse juntos a distancia, y trucos más dramáticos  tales como  salto, girar, inclinarse, rodar.Se anima a bailar en el lugar, y otras acciones innovadoras donde el perro es animado a jugar con los movimientos de danza del entrenador. Un truco final popular para algunas rutinas es que el perro salte hacia los brazos de su entrenador ,o sobre su Espalda   .

## Competencia
Actualmente, hay muchas oorganizaciones que regulan el freestyle competitivo, Tales como Rally Freestyle Elements, the World Canine Freestyle Organization, Canine Freestyle Federation, ‘’Dogs Can Dance’’ y the Musical Dog Sport Association en los estados unidos, Paws 2 Dance Canine Freestyle Organization en Canadá, Canine Freestyle GB en   Gran Bretaña, y  Pawfect K9 Freestyle Club en Japón. En el reino unido, el deporte es llamado  Heelwork to Music y es un deporte oficialmente reconnocido por el  Kennel club.
Las reglas de competición varían de grupo en grupo, y de país en país,pero la mayoría están basados en una variedad de puntos de mérito técnicos y artísticos. Todas las rutinas se realizan sin ayudas de entrenamiento ni correas, excepto en algunas categorías de principiantes. La competencia puede ser hecho con un equipo de solo un perro  y entrenador,   así como también un par de perros y entrenadores, o un equipo completo de tres perros o más con sus entrenadores.  Generalmente solo hay un perro por entrenador en la competición.
En cualquier tipo de competición, la elección musical  y la manera en como la rutina refleja la música es importante. Las rutinas que no siguen el  ritmo, no importan que tan bien ejecutadas estén, no puntúan bien.
El freestyle de exhibición es una rutina sin restricciones diseñada para demostrar   toda la extensión de la creatividad y la emoción que el freestyle musical  puede ofrecer. A pesar de ser altamente entretenido y representar lo que la mayoría de la gente ve en la televisión y los eventos, permite  movimientos, accesorios,pistas y disfraces que usualmente no serían permitidos en el circuito de competición.